# Піскори
Піскори (пол. Piskory) — село в Польщі, у гміні Блізанув Каліського повіту Великопольського воєводства.
Населення — 96 осіб (2011).
У 1975-1998 роках село належало до Каліського воєводства.

## Демографія
Демографічна структура станом на 31 березня 2011 року:
|          | Загалом | Допрацездатний вік | Працездатний вік | Постпрацездатний вік |
| -------- | ------- | ------------------ | ---------------- | -------------------- |
| Чоловіки | 50      | 9                  | 37               | 4                    |
| Жінки    | 46      | 8                  | 26               | 12                   |
| Разом    | 96      | 17                 | 63               | 16                   |